# Christuskirche (Aalen)

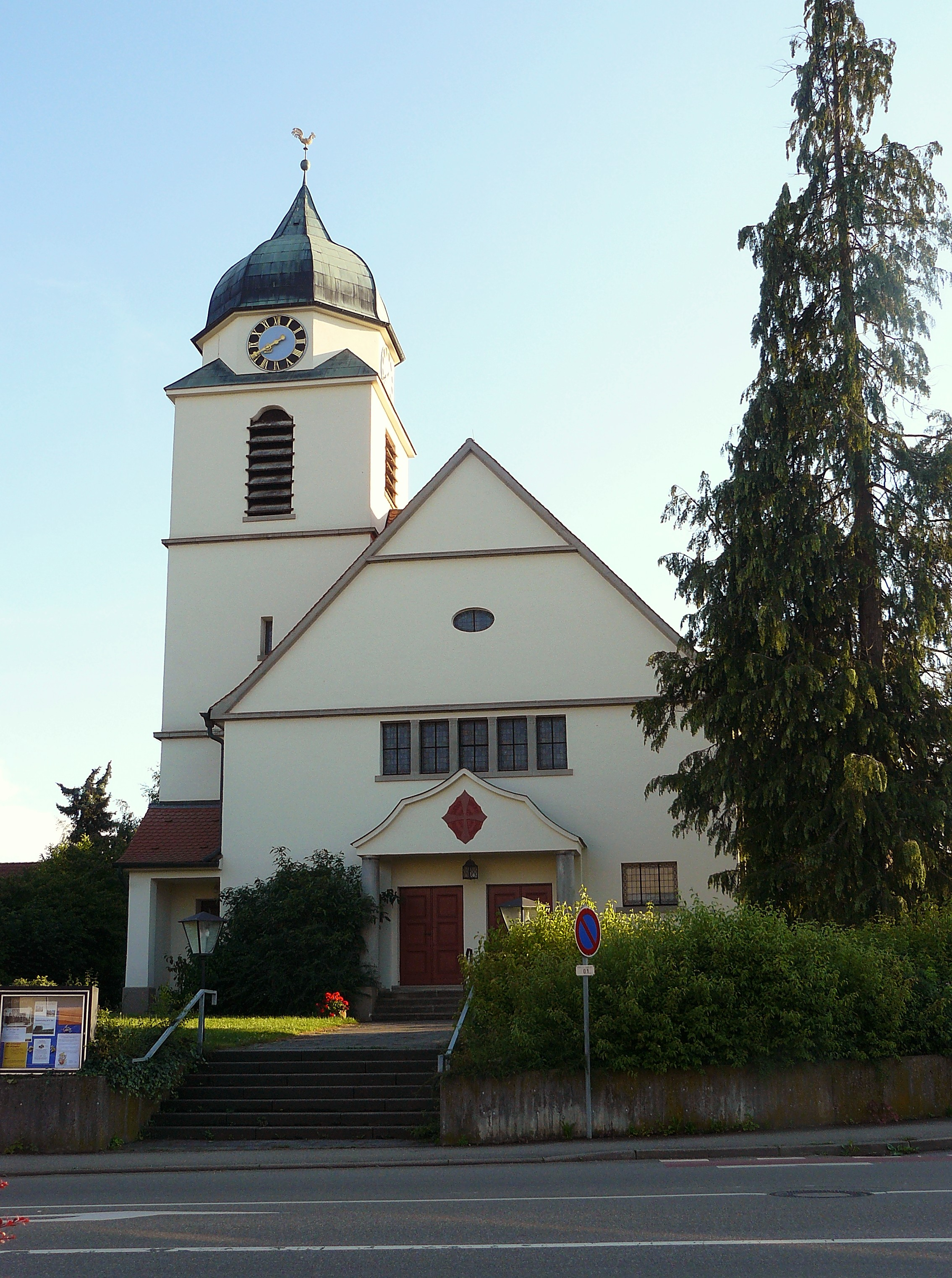
Christuskirche in Unterrombach

Die Christuskirche ist eine evangelische Kirche im heutigen Aalener Stadtteil Unterrombach. Sie ist eines der beiden Gotteshäuser der etwa 3200 Angehörige umfassenden, dem Kirchenbezirk Aalen zugehörigen evangelischen Kirchengemeinde Aalen-Unterrombach und wurde von 1911 bis 1912 gebaut.

## Geschichte
Seit dem Jahr 1841 gab es in der – bis 1938 eigenständigen – Gemeinde Unterrombach eine evangelische Gemeinde, die von Aalen aus versorgt wurde. Da die frühe Gemeinde jedoch nicht im Besitz einer Kirche war, wurde der Gottesdienst alle vier Wochen im damaligen Schulhaus abgehalten; an den anderen Sonntagen nahmen die Gläubigen am Gottesdienst in der Stadtkirche in Aalen teil. Der Bau einer eigenen Kirche in Unterrombach wurde vor allem vom damaligen Dekan Rohrer und von dem Unterrombacher Bürgermeister Leibbrand initiiert, nachdem über 20 Jahre lang Spenden für den Bau gesammelt worden waren. Mit der Planung und Bauleitung der Kirche wurden die Architekten Richard Böklen und Carl Feil aus Stuttgart beauftragt. In der Urkunde zur Grundsteinlegung im Jahr 1911 heißt es unter anderem:
„Der Mangel eines […] Gotteshauses wurde in unserer jetzt 900 Seelen zählenden Gemeinde schon lange schmerzlich empfunden. Im Lauf von 20 Jahren ist es nun gelungen, die Mittel zum Bau einer Kirche zusammenzubringen. Aus der […] Gemeinde und von der Muttergemeinde Aalen kamen schöne Beiträge zusammen. Die Oberkirchenbehörde und der Gustav-Adolf-Verein haben namhafte Summen gespendet, und die hohe Staatsregierung hat eine Kirchenbaulotterie verwilligt.“
In weniger als einem Jahr wurde das rund 62.000 Mark teure Bauprojekt fertiggestellt, so dass die Kirche bereits am 7. Juli 1912 geweiht werden konnte.
Zum fünfzigjährigen Jubiläum im Jahr 1962 wurde die Kirche innen und außen renoviert und am 15. Juli 1962 von dem in Aalen geborenen Prälaten Höltzel wieder eingeweiht. Doch schon siebzehn Jahre später wurde eine erneute Renovierung sowohl innen als auch außen notwendig. Bei dieser wurde von dem Architekten Manfred Kolb vor allem der Chorraum neu gestaltet; drei Chorfenster, die seit der letzten Renovierung zugemauert waren, wurden wieder geöffnet und von einem Gemeindemitglied in Betonverglasung neu gestaltet. Am 9. März 1980 wurde die Kirche in ihrem jetzigen Zustand durch den Landesbischof Hans von Keler wieder eingeweiht.
Zum 75-jährigen Jubiläum 1987 erhielt die Kirche den Namen Christuskirche. Bei einer erneuten Renovierung anlässlich des hundertjährigen Bestehens wurde 2012 unter anderem der Chorraum neu gestaltet.

## Trivia
- Seit der Reformation war der 2. Stadtpfarrer von Aalen zugleich Pfarrer in Unterrombach. Ab 1920 war der 3. Stadtpfarrer für Unterrombach zuständig.
- Ursprünglich war beim Bau 1911 geplant, die Empore auf der Südseite bis nach vorne zum Chorraum bauen. Hierfür reichten jedoch die finanziellen Mittel der Gemeinde nicht aus, weshalb sich die Empore bis heute nur auf der Ostseite der Kirche, mit Blick zum Altarraum, befindet. Dies ist auch der Grund, warum der Altar nicht in der Mitte der gesamten Breite angebracht ist, wie es sonst üblich ist, sondern etwas nach Norden versetzt.
- Die 1979/1980 geschaffenen Chorfenster symbolisieren mit dem Kreuz, flankiert von der Friedenstaube und segnenden Händen, die Dreieinigkeit Gottes.
- Die evangelische Kirchengemeinde Aalen-Unterrombach unterhält noch ein weiteres Gotteshaus, den Martin-Luther-Saal in Aalen-Hofherrnweiler, der in den kirchlichen Kindergarten eingefügt wurde.
- Das Gemeindehaus der Kirchengemeinde Unterrombach, das nach dem Theologen Dietrich Bonhoeffer benannt wurde, wurde am 25. Februar 1972 eröffnet. Zusammen mit dem auf demselben Grundstück errichteten Pfarrhaus und dem Pfarramt bildet es das Gemeindezentrum.